# Епископ костајнички Јосиф
Јосиф Стојановић (рођен око 1695.- умро 2. марта 1775. године, Осијек) био је српски православни епископ костајнички од 1754. до 1771. године, а потом и епископ горњокарловачки од 1771. до 1774. године.

## У мисији
Јосиф Стојановић је био пострижник сремског манастира Врдника, калуђер којег су тада звали "Грешлика". Затим је дуго служио као придворни јеромонах при митрополитском двору у Сремским Карловцима. Претходно је био пуних 10 година архиђакон у служби владике будимског Михаила Милошевића. Владика му је по својој смрти 1728. године оставио тестаментом сву имовину "као сину", али се овај ње није хтео прихватити. Митрополит Мојсије Петровић га је потом са архимандритом Исаијом Антоновићем послао у Србију, "да народ учи и утврђује га верности к ћесару". Нови митрополит Вићентије Јовановић га 1731. године поставља за свог викара у Гроцкој и Смедереву. Тих година Јосиф је у више поверљивих мисија походио српске крајеве у Србији и Банату. Доприносио је организовању нове "Илирске регименте" (састављене од православних Срба) која је имала да ратује под окриљем Аустрије. Задовољни митрополит Јовановић га због заслуга поставља за викара у Осијеку. Јавља се протосинђел Јосиф 1748. године у Северину, где је администрирао епископијом Хорватском (Хрватско-северинско владичанство).

## Епископ костајнички
Након смрти владике Арсенија Теофановића (1753) изабран је за новог костајничког епископа, а хиротонисан је 20. јануара 1754. године у Сремским Карловцима од стране митрополита Павла Ненадовића. У то време, Костајничка епархија је обухватала област Баније и подручје Вараждинског генералата. Током наредних година, епископ Јосиф се није успешно носио са све већим проблемима на подручју своје епархије, начинивши низ пропуста у управи, чиме је изазвао негодовање свештенства и народа. Након разних невоља, морао је 1769. године бити покренут поступак за његово разрешење од епархијске управе. У исто време, државне власти су користиле нередовно стање за спровођење замисли о укидању ове епархије, што је требало остварити путем њене поделе, тако да је Банија припадне Горњокарловачкој епархији, док је подручје Вараждинског генералата требало припојити Пакрачкој епархији. Сва ова питања, решавана су између 1769. и 1771. године, а за то време владика Јосиф је на разне начине покушавао да се одржи на положају.

## Епископ горњокарловачки
Када је почетком 1771. године у Плашком умро горњокарловачки епископ Данило Јакшић, карловачки митрополит Јован Ђорђевић (1769-1773) је упркос свим ранијим невољама одлучио да за новог горњокарловачког епископа постави управо Јосифа Стојановића. Ова одлука ускоро се показала као веома штетна пошто је довела до даљег продубљивања нередовних прилика. Због старости и све лошијег здравља, Јосиф Стојановић је углавном боравио у Костајници, иако је знао да његов опстанак на дужности није био добро примљен у епархији. За то време, у преосталом делу епархије завладале су веома несрећне прилике, тако да је 30. јуна 1774. године владика Јосиф коначно одлучио да поднесе оставку. Након разрешења, повукао се у Осијек, где је умро 2. марта 1775. године.